# وادي النيل (المريخ)

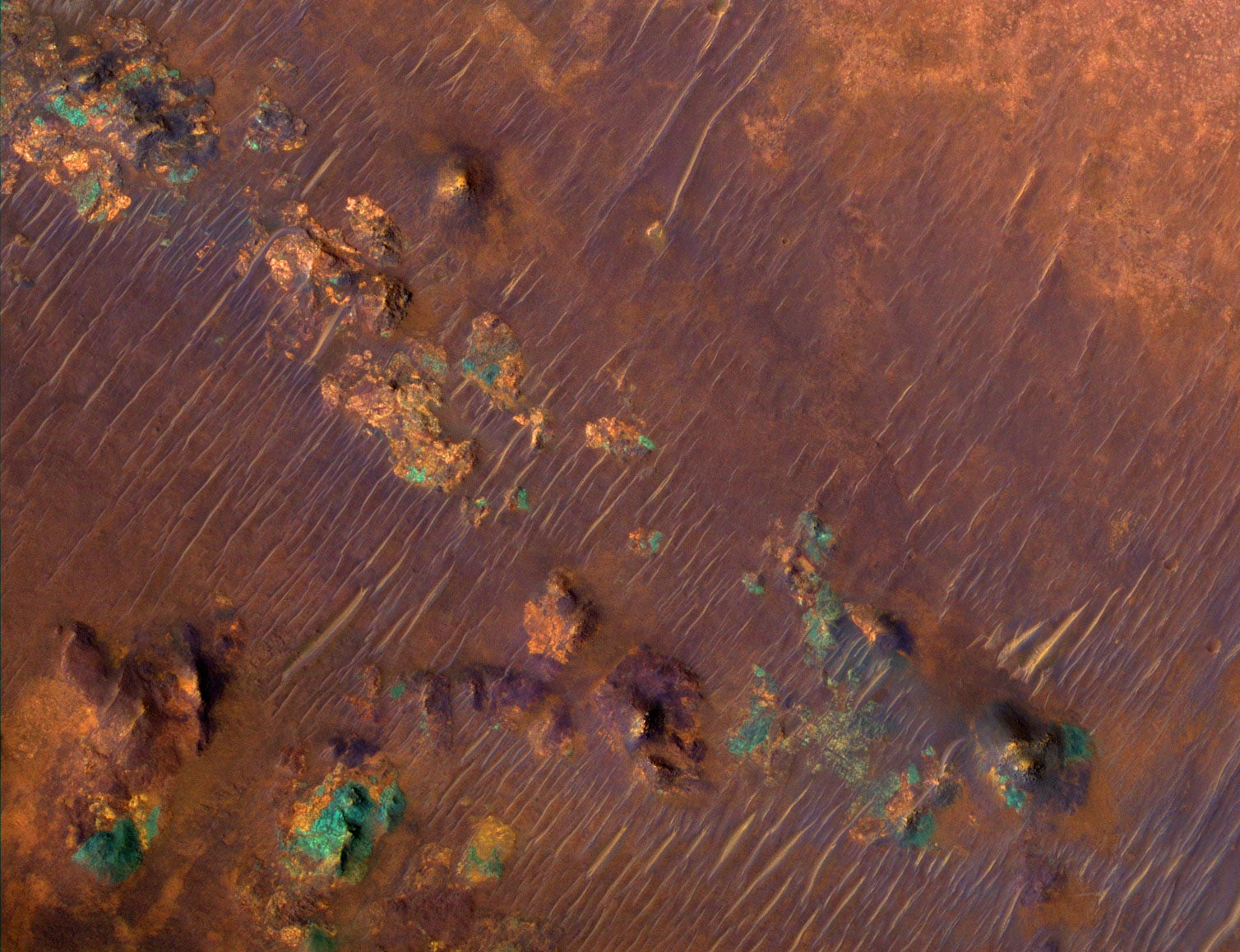
صورة توضح لوادي النيل.

وادي النيل Nili fossae هي منطقة يعتقد أن عمرها يقارب من 3.5 مليار سنة, استناداً إلى النتائج الصادرة عن أوميغا على متن MRO، وهي تحتوي على أكبر تواجد للزبرجد الزيتوني (صخور داكنة اللون إجمالاً) على سطح المريخ. تتألف المنطقة من العديد من الكسور والأخاديد (مناطق من القشرة المريخية مخسوفة بفعل التمدد) التي يعتقد أنها نتيجة لتأثير النيزك الذي شكل حوض اسيدي isidis.